# Сохи (Люблінське воєводство)
Сохи (пол. Sochy) — село в Польщі, у гміні Звежинець Замойського повіту Люблінського воєводства. Населення — 376 осіб (2011).

## Історія
За даними етнографічної експедиції 1869—1870 років під керівництвом Павла Чубинського, у селі переважно проживали польськомовні римо-католики, меншою мірою — греко-католики, які також розмовляли польською.
У 1975—1998 роках село належало до Замойського воєводства.

## Демографія
Демографічна структура станом на 31 березня 2011 року:
|          | Загалом | Допрацездатний вік | Працездатний вік | Постпрацездатний вік |
| -------- | ------- | ------------------ | ---------------- | -------------------- |
| Чоловіки | 186     | 51                 | 113              | 22                   |
| Жінки    | 190     | 40                 | 97               | 53                   |
| Разом    | 376     | 91                 | 210              | 75                   |